# Нетуш (Сибињ)
Нетуш (рум. Netuș) насеље је у Румунији у округу Сибињ у општини Јакобени. Oпштина се налази на надморској висини од 471 m.

## Становништво
Према подацима из 2002. године у насељу је живело 436 становника.

### Попис2002.
| Расподела становништва по националности 2002.‍ | Расподела становништва по националности 2002.‍ | Расподела становништва по националности 2002.‍ | Расподела становништва по националности 2002.‍ | Расподела становништва по националности 2002.‍ |
| --------------------------------------------- | --------------------------------------------- | --------------------------------------------- | --------------------------------------------- | --------------------------------------------- |
|                                               |                                               |                                               |                                               |                                               |
| Румуни                                        | Румуни                                        |                                               | 309                                           | 70,9%                                         |
| Роми                                          | Роми                                          |                                               | 120                                           | 27,5%                                         |
| Немци                                         | Немци                                         |                                               | 7                                             | 1,6%                                          |